# Neomys fodiens
Neomys fodiens là một loài động vật có vú trong họ Soricidae, bộ Soricomorpha. Loài này được Pennant mô tả năm 1771.

## Hình ảnh

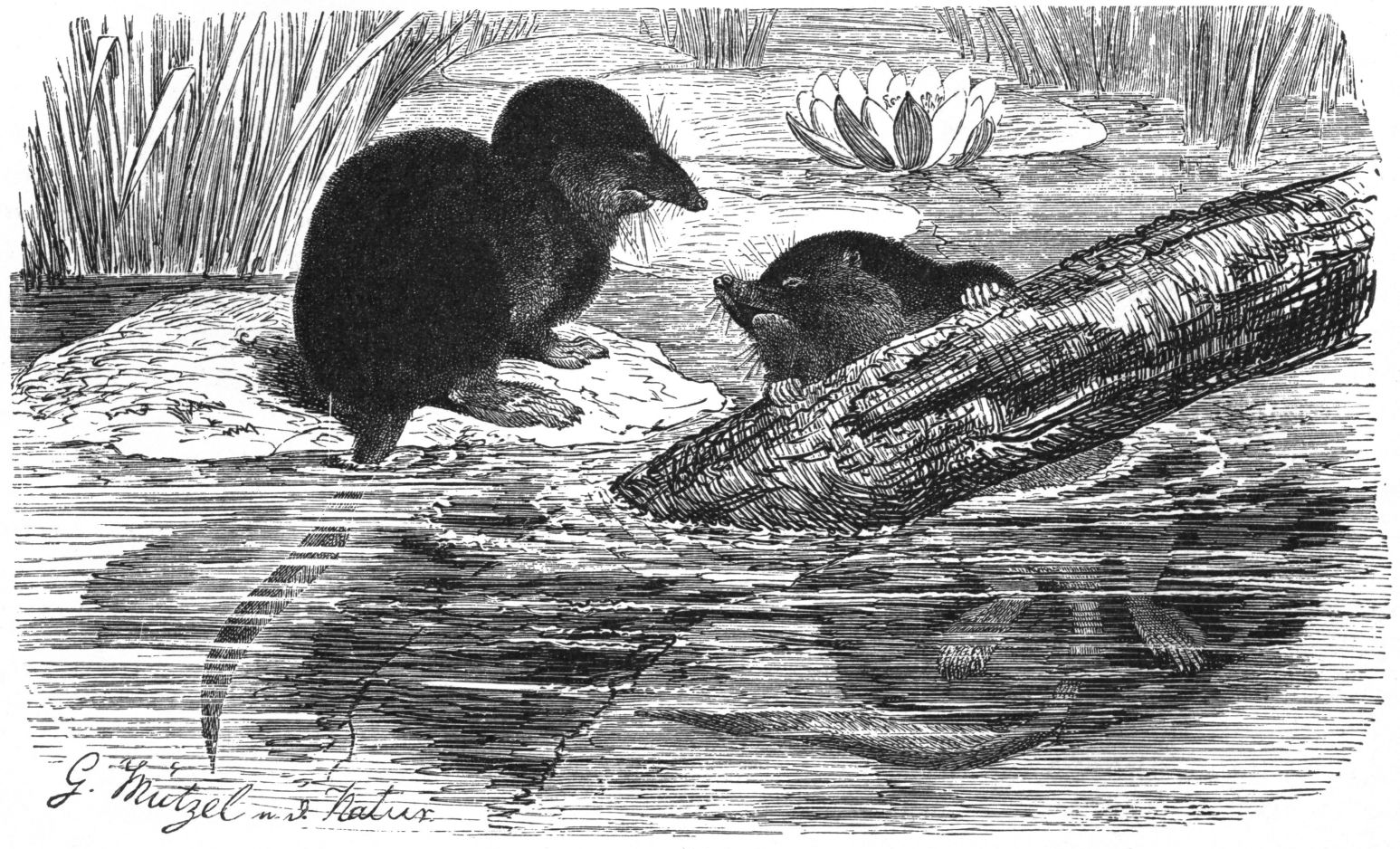
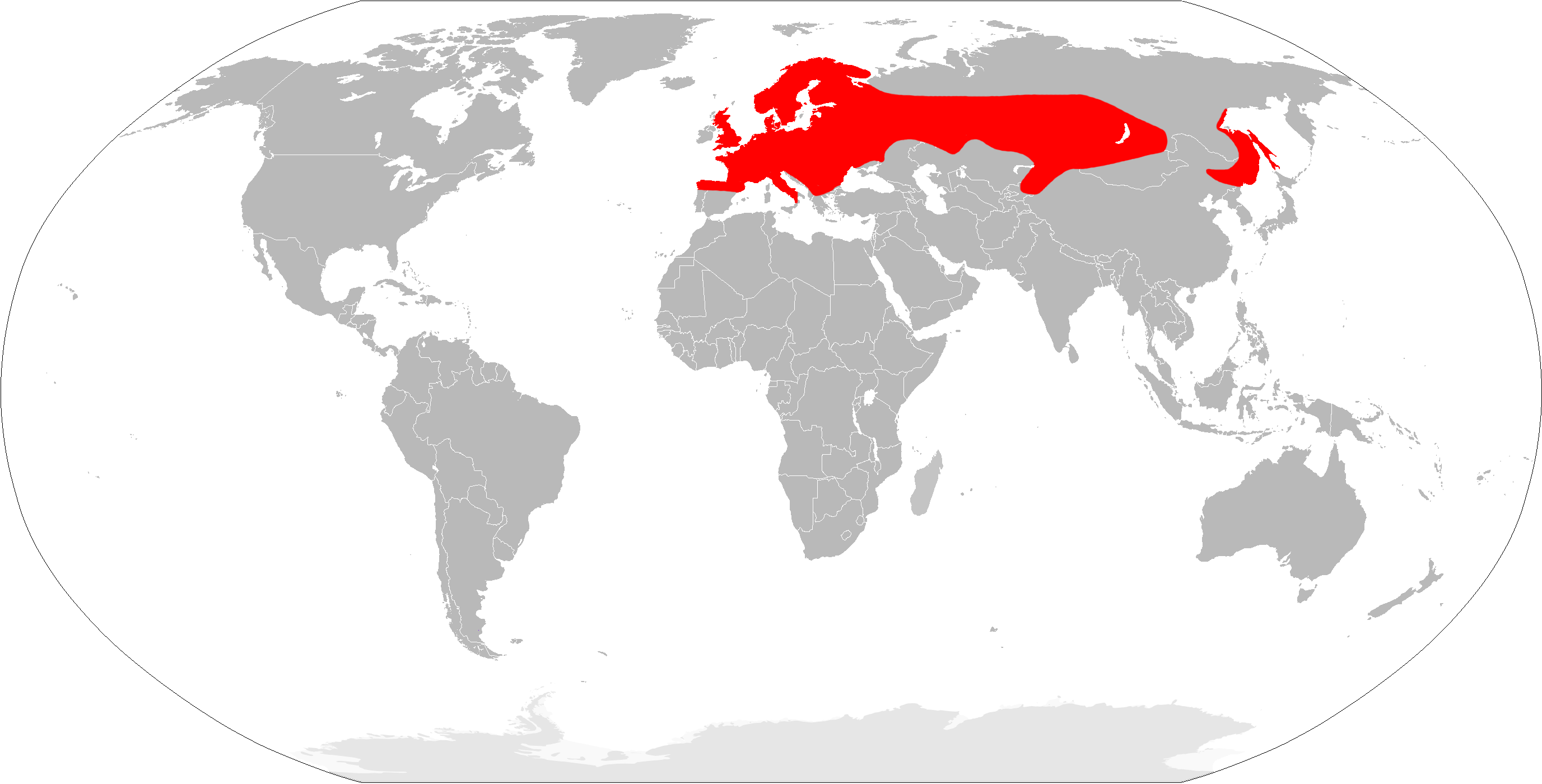